# Osadné
Osadné est un village de Slovaquie situé dans la région de Prešov.

## Histoire
Première mention écrite du village en 1639.

## Démographie

### Évolution de la population
| Année:               | 1994. | 2004.    | 2014.    | 2024.    |
| -------------------- | ----- | -------- | -------- | -------- |
| Nombre de personnes: | 248   | 214      | 170      | 138      |
| Différence:          |       | -13,70 % | -20,56 % | -18,82 % |

| Année:               | 2023. | 2024.   |
| -------------------- | ----- | ------- |
| Nombre de personnes: | 140   | 138     |
| Différence:          |       | -1,42 % |

## Culture
Le régisseur slovaque Marko Škop a tourné un film documentaire sur le village Osadné, qui a reçu le prix du meilleur film documentaire de plus de 30 minutes au Festival international du film de Karlovy Vary.